# أورلاندو كابريرا
أورلاندو كابريرا (بالإسبانية: Orlando Cabrera) هو لاعب كرة قاعدة كولومبي، ولد في 2 نوفمبر 1974 في كارتاهينا في فنزويلا.

## وصلات خارجية
- أورلاندو كابريرا على موقع دوري كرة القاعدة الرئيسي (الإنجليزية)
- أورلاندو كابريرا على موقعبيزبول رفرنس.كوم (الدوري الرئيسي) (الإنجليزية)
- أورلاندو كابريرا على موقعبيزبول رفرنس.كوم (الدوري الثانوي) (الإنجليزية)
- أورلاندو كابريرا على موقع إي إس بي إن.كوم (أم.أل.بي) (الإنجليزية)
- أورلاندو كابريرا على موقع مشجعي الرسوم البيانية (الإنجليزية)